# Pecica
Pecica je rumunské město v župě Arad. Žije zde přibližně 12 tisíc obyvatel. Administrativní součástí města jsou i čtyři okolní vesnice.

## Části
- Pecica – 10 613 obyvatel
- Bodrogu Vechi – 23 obyvatelé
- Sederhat – 259 obyvatel
- Turnu – 1 055 obyvatel

## Partnerská města
- Woluwe-Saint-Pierre, Belgie
- Battonya, Maďarsko